# Bergkirchli

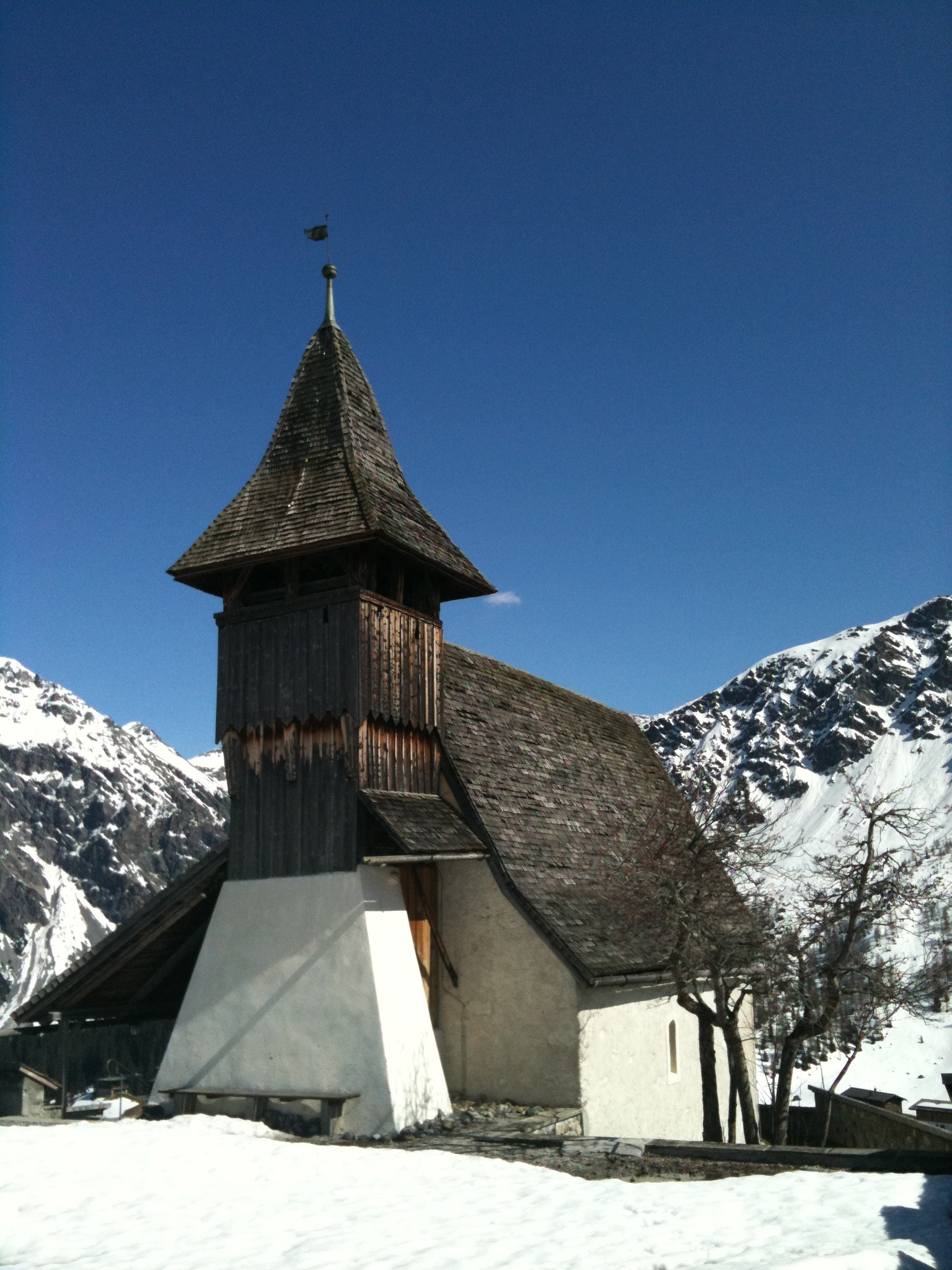
Aussenansicht

Das Bergkirchli ist die älteste Kirche im Bündner Kurort Arosa und gleichzeitig dessen ältestes noch erhaltenes Bauwerk. Es liegt in Innerarosa am Weg zwischen dem Schanfigger Heimatmuseum und dem Tschuggen, unmittelbar bei der Talstation der Sesselbahn Carmenna auf 1900 m ü. M.

## Geschichte und Ausstattung
Das Bergkirchli wurde nach Plänen von Baumeister Steffan Klain 1493 fertiggestellt und erhielt das Patrozinium St. Jodokus und St. Barbara. Nach Annahme der Reformation in Arosa ab 1530 diente es der reformierten Kirchgemeinde als Predigtkirche. Heute finden darin in der Sommer- und Wintersaison Kurkonzerte statt. Im religiösen Gebrauch steht die Kirche für Beerdigungen und Hochzeitsfeiern, zudem für Kurzgottesdienste an hohen Feiertagen. Die Sonntagsgottesdienste finden seit 1909 vornehmlich in der Dorfkirche statt.
Zwischen 1762 und 1776 wurde im Kirchli eine bemalte Hausorgel mit Klappläden zum Verschliessen des Prospekts aufgestellt, deren Erbauer nicht bekannt ist und die auf 1730 oder auch 1750 datiert werden kann. Sie umfasst die vier Register Gedackt 8′, Flöte 4′, Prinzipal 2′ und Mixtur II 1′. Für den Orgelwind steht kein Motor zur Verfügung, die Druckluft für die Tonerzeugung muss mit einem Fusshebel für den Balg durch den Orgelspieler erzeugt werden. Das Instrument steht am Chorbogen, an dessen anderer Seite sich die Kanzel befindet. 1971 wurde das Instrument durch Hubert Sandtner, Dillingen restauriert, 1999 erfolgte eine Renovation durch Claudio Galli, Schönenwerd. Seit 1974 steht die Orgel und das ganze Gebäude unter kantonalem Denkmalschutz.
Im gedrungenen Turm mit spitzen Pyramidenhelm hängen zwei Kirchenglocken, die zur Bauzeit der Kirche von Ulrich Fend gegossen wurden.

## Kirchliche Organisation
Arosa bildet mit dem Bergkirchli als einer Predigtstätte eine eigenständige Kirchgemeinde innerhalb der evangelisch-reformierten Landeskirche Graubünden.

## Varia
- Ein Modell des Bergkirchli im Massstab 1:25 steht bei Swissminiatur in Melide (Ausstellungsnummer 13).
- Auf der Lenzerheide gibt es eine evangelische Kirche, die im Volksmund bisweilen auch Bergkirchli genannt wird.
- An der Fassade des Kirchli ist auf einer Steinplatte ein Gedicht von Heinrich Pestalozzi (1878–1940),  Komponist und zeitweiliger Pfarrer von Arosa (nicht der Pädagoge und Sozialreformer), zu lesen, das sich auf den Friedhof beim Kirchli bezieht.

## Galerie

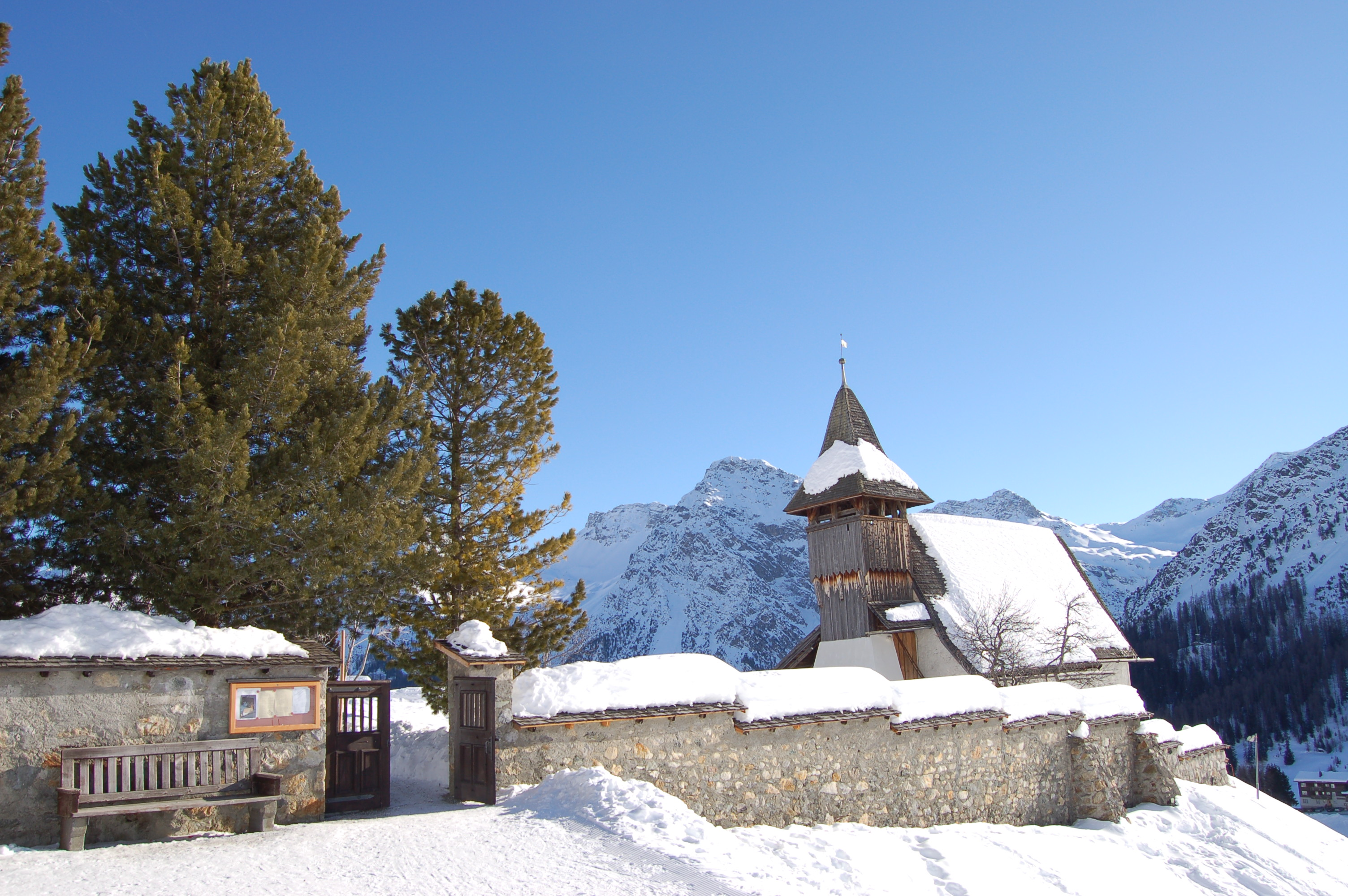
Bergkirchli Arosa
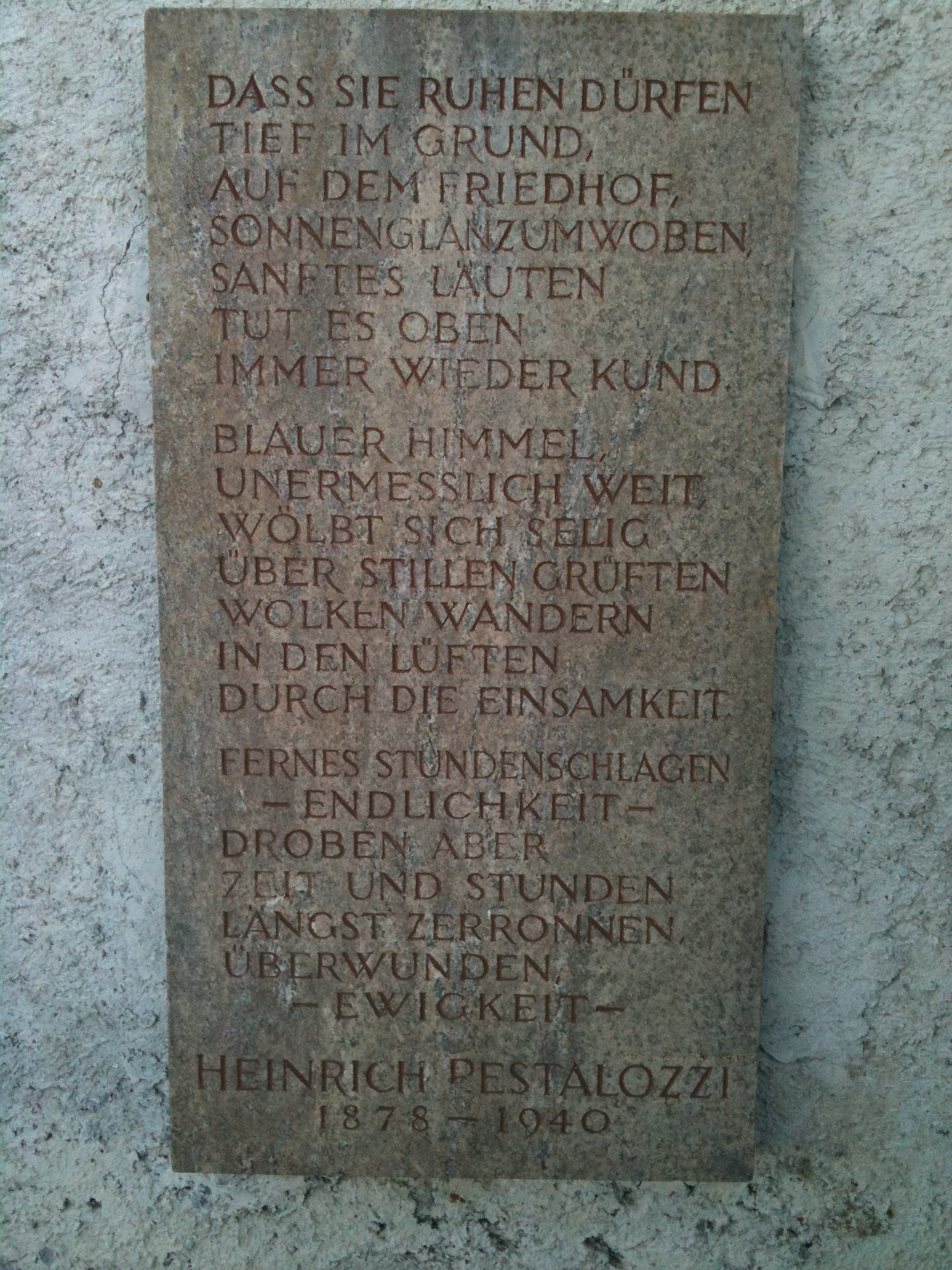
Auf den Friedhof bezogenes Gedicht von Heinrich Pestalozzi (1878–1940)
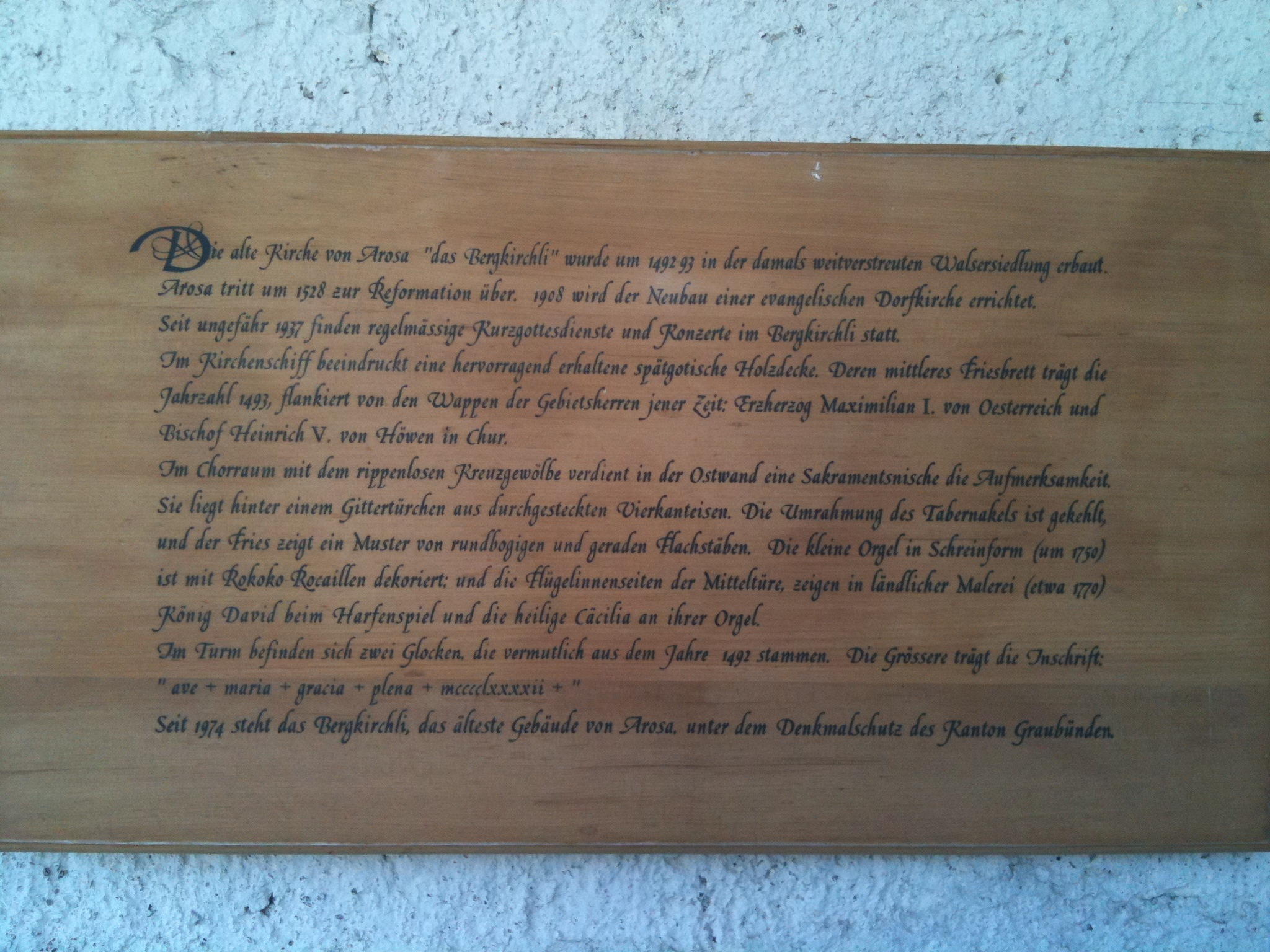
Holztafel zur Geschichte des Bergkirchlis neben dem Eingang
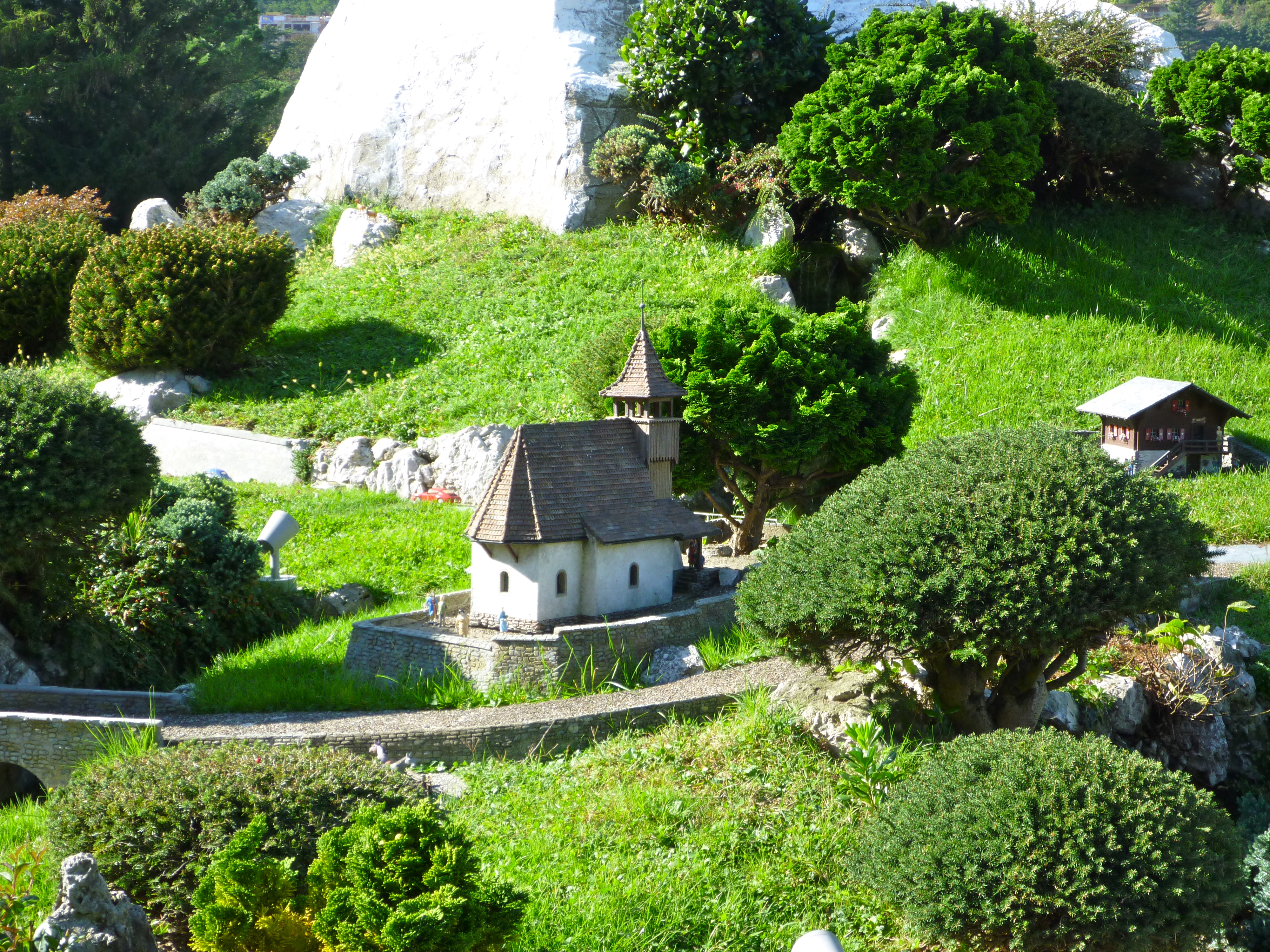
Das Bergkirchli bei Swissminiatur
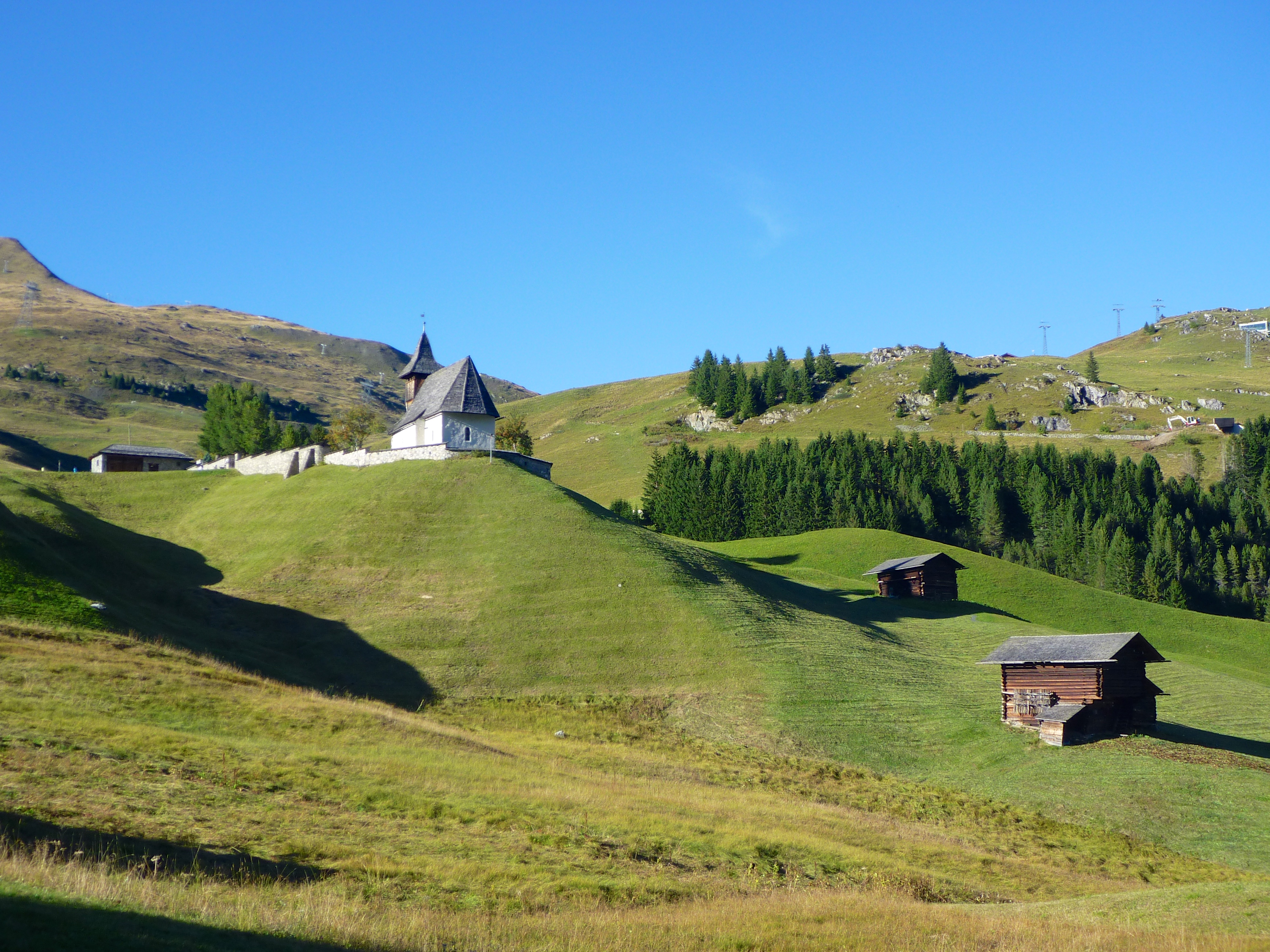
Ansicht von der Poststrasse Innerarosa